# Nathanaël Berthon
Nathanaël Berthon (Beaumont, 1º luglio 1989) è un pilota automobilistico francese.

## Carriera

### Kart
Berthon iniziò la sua carriera internazionale nei kart nel 2006, nel quale i punti più alti raggiunti furono un terzo posto nella Copa Campeones Trophy della classe ICA (Intercontinentale A) e un quinto nel campionato francese categoria Elite. L'anno seguente finì ottavo nella South Garda Winter Cup della classe KF1 e 13º nella Coppa del Mondo KF1.

### Formula Renault

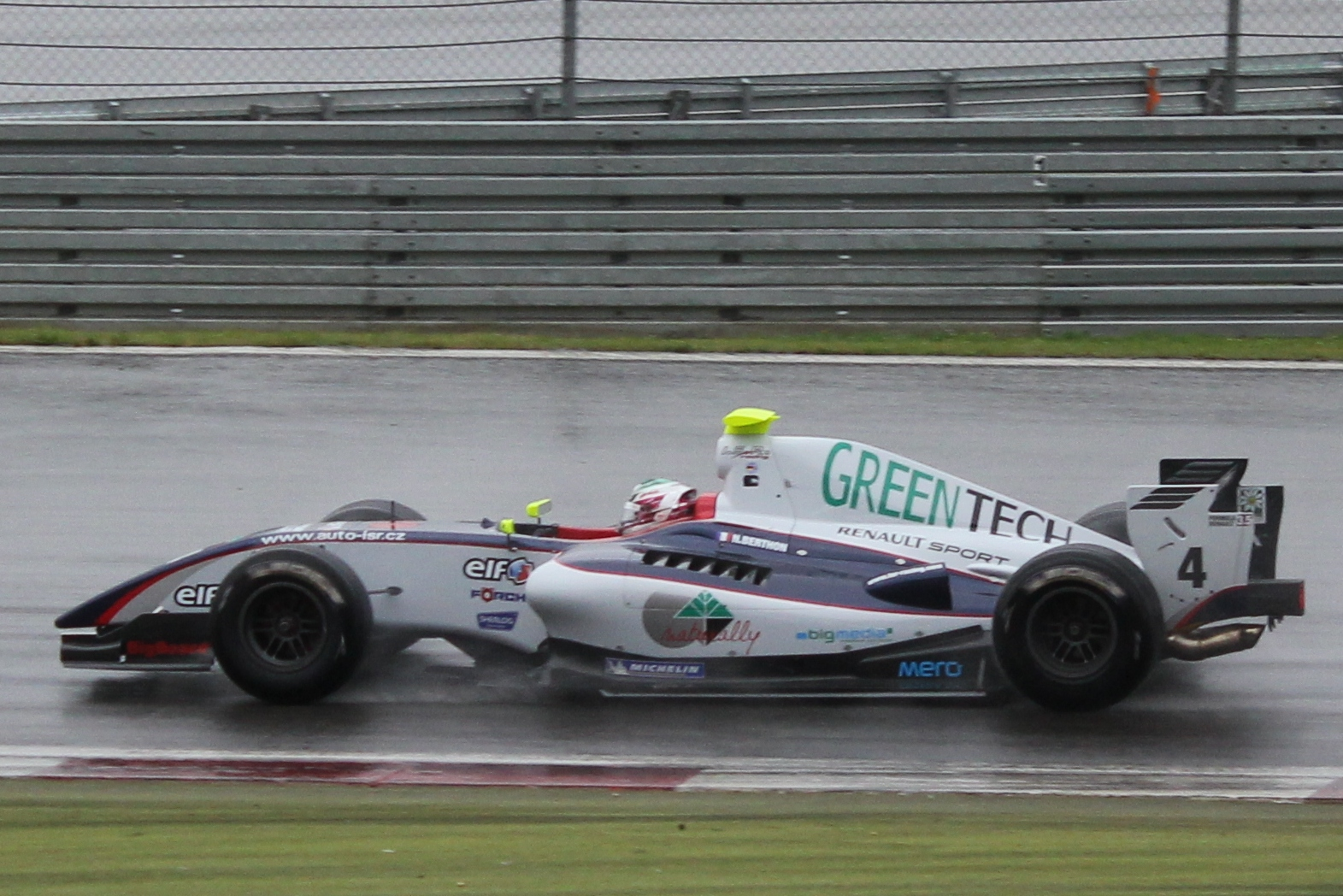
Nathanaël Berthon al Nürburgring durante le World Series by Renault nel 2011

Nel 2008, Berthon passa alle corse in monoposto, prendendo parte alla Formula Renault 2.0 WEC e nella Eurocup Formula Renault 2.0 per il team Boutsen Energy Racing. L'anno seguente rimane nella serie ma passa al team basco Epsilon Euskadi. A Barcellona ottiene la sua prima vittoria dopo che il suo compagno Albert Costa venne squalificato per irregolarità tecniche, all'Hungaroring ottiene un suo secondo podio e finisce sesto in classifica. Lo stesso anno vince la Formula Renault 2.0 francese.
Nel 2010, dopo aver fatto i test con Tech 1 Racing, passa alla Formula Renault 3.5 per il team Draco Racing con Julián Leal. Nella serie ottiene la vittoria a Magny–Cours battendo Daniel Ricciardo, chiude la stagione al settimo posto in campionato. Lo stesso anno debutta anche nella Formula 3 britannica, correndo per l'ART Grand Prix nel round a Spa–Francorchamps. L'anno seguente passa al team ISR Racing rimpiazzando Dean Stoneman che ha lasciato la serie per una malattia.

### GP2 Series
Nel 2011 debutta nella GP2 Asia Series, affiancando lo spagnolo Dani Clos alla Racing Engineering, ma no ottiene nessun risultato rilevante. Berthon nei due anni successivi  passa alla GP2 Series, il primo anno con il team Racing Engineering e il secondo con la Trident Racing. Con il team italiano ottiene la vittoria all'Hungaroring. Inoltre, nell'inverno del 2012 partecipa a cinque corse dalla Toyota Racing Series con il team M2 Competition.
Nel 2014 continua nella serie correndo per il Team Lazarus, Berthon non ottiene grandi risultati ed chiude solo in quattro occasioni a punti. L'anno seguente confermato dal team continua in GP2 dove come miglior risultato ottiene il terzo posto Sprint race del Bahrain. A fine stagione il pilota francese decide di lasciare a serie dopo cinque anni.

### Formula 1
Il 16 novembre 2011, Berthon fece la sua prima esperienza alla guida di una vettura di Formula 1. Ai test per giovani piloti tenuti a Yas Marina, ad Abu Dhabi, guidò l'Hispania F111 per nove giri. Segnò il miglior tempo in 1:48.646, il che lo classificò 13º. Il giorno dopo, Berthon ebbe l'intera giornata per provare la vettura, completò 51 giri e si migliorò arrivando al 12º posto con un tempo record di 1:45.839. Berthon descrisse il giorno dichiarando: "Oggi è stata una grande esperienza, ma è sembrato essere troppo breve. Vorrei trascorrere più tempo in macchina, ma, come primo approccio, è stato molto buono".

### Formula E
Nel 2015 inizia la sua avventura in Formula E col Team Aguri. Nella prima gara riesce a conquistare punti giungendo ottavo. Dopo due gare deludenti decide di abbandonare la categoria.

### Endurance e Turismo
Dal 2014 Berthon inizia a correre nelle corse di durata. Nei primi quattro anni prende parte a diverse corse, nella classe LMP2 della European Le Mans Series e del Campionato del mondo endurance tra cui anche la 24 Ore di Le Mans. Dal 2019 sale nella classe LMP1 correndo per il team Rebellion Racing per due anni.
Dal 2020 al 2022 prende parte con l'Audi Sport al World Touring Car Cup, mentre nel 2023, dopo due anni d'assenza, Berthon torna alla 24 Ore di Le Mans guidando la Hypercar del team Glickenhaus Racing insieme a Esteban Gutiérrez e Franck Mailleux, classificandosi in settima posizione assoluta. Lo stesso anno, prende parte alla European Le Mans Series nella classe LMP2 con il team DKR Engineering a alla 6 Ore di Monza con la Glickenhaus.

## Risultati

### Sommario
| Anno    | Serie                                 | Team                         | Gare | Vittorie | Pole | Gpv | Podi | Punti | Pos. |
| ------- | ------------------------------------- | ---------------------------- | ---- | -------- | ---- | --- | ---- | ----- | ---- |
| 2008    | Formula Renault 2.0 WEC               | Boutsen Energy Racing        | 15   | 0        | 0    | 0   | 0    | 9     | 18º  |
| 2008    | Eurocup Formula Renault 2.0           | Boutsen Energy Racing        | 14   | 0        | 0    | 0   | 0    | 0     | 33º  |
| 2009    | Eurocup Formula Renault 2.0           | Epsilon Euskadi              | 14   | 1        | 0    | 0   | 2    | 67    | 6º   |
| 2009    | Formula Renault 2.0 WEC               | Epsilon Euskadi              | 14   | 1        | 1    | 1   | 7    | 120   | 3º   |
| 2010    | Formula Renault 3.5 Series            | International DracoRacing    | 17   | 1        | 0    | 0   | 4    | 60    | 7º   |
| 2010    | Formula 3 britannica                  | ART Grand Prix               | 3    | 0        | 0    | 0   | 0    | 0     | NC†  |
| 2011    | Formula Renault 3.5 Series            | ISR Racing                   | 17   | 0        | 0    | 0   | 1    | 37    | 13º  |
| 2011    | GP2 Asia Series                       | Racing Engineering           | 4    | 0        | 0    | 0   | 0    | 0     | 23º  |
| 2011    | Finali GP2                            | Racing Engineering           | 2    | 0        | 0    | 0   | 0    | 0     | 11º  |
| 2012    | GP2 Series                            | Racing Engineering           | 24   | 0        | 0    | 0   | 2    | 60    | 12º  |
| 2012    | Toyota Racing Series                  | M2 Competition               | 15   | 0        | 0    | 1   | 0    | 755   | 7º   |
| 2013    | GP2 Series                            | Trident Racing               | 22   | 1        | 0    | 1   | 1    | 21    | 20º  |
| 2014    | GP2 Series                            | Venezuela GP Lazarus         | 22   | 0        | 0    | 0   | 0    | 17    | 20º  |
| 2014    | European Le Mans Series - LMP2        | Murphy Prototypes            | 2    | 0        | 1    | 0   | 1    | 16    | 16º  |
| 2014    | 24 Ore di Le Mans - LMP2              | Murphy Prototypes            | 1    | 0        | 0    | 0   | 0    | N/A   | DNF  |
| 2014    | Formula Acceleration 1                | Acceleration Team France     | 2    | 0        | 0    | 0   | 0    | 22    | 12º  |
| 2014    | Formula Acceleration 1                | Acceleration Team China      | 2    | 0        | 0    | 0   | 0    | 22    | 12º  |
| 2014    | Campionato del mondo endurance        | Lotus                        | 1    | 0        | 0    | 0   | 0    | 0     | 28º  |
| 2015    | GP2 Series                            | Daiko Team Lazarus           | 19   | 0        | 0    | 1   | 1    | 27    | 16º  |
| 2015    | European Le Mans Series - LMP2        | Murphy Prototypes            | 5    | 0        | 0    | 0   | 1    | 26    | 10º  |
| 2015    | 24 Ore di Le Mans - LMP2              | Murphy Prototypes            | 1    | 0        | 0    | 0   | 0    | N/A   | 5º   |
| 2015–16 | Formula E                             | Team Aguri                   | 3    | 0        | 0    | 0   | 0    | 4     | 17º  |
| 2015–16 | Andros Trophy - Électrique Class      | Biovitis                     | 11   | 2        | 0    | 2   | 4    | 316   | 4º   |
| 2016    | Campionato del mondo endurance - LMP2 | G-Drive Racing               | 2    | 0        | 2    | 0   | 1    | 27    | 22º  |
| 2016    | European Le Mans Series - LMP2        | Greaves Motorsport           | 4    | 0        | 0    | 0   | 0    | 28    | 11º  |
| 2016    | 24 Ore di Le Mans - LMP2              | Greaves Motorsport           | 1    | 0        | 0    | 0   | 0    | N/A   | 6º   |
| 2016–17 | Andros Trophy - Elite Class           | Belgian Audi Club Team WRT   | 13   | 4        | 4    | 4   | 8    | 614   | 1º   |
| 2017    | European Le Mans Series - LMP2        | Panis Barthez Competition    | 5    | 0        | 1    | 0   | 0    | 35    | 13º  |
| 2017    | 24 Ore di Le Mans - LMP2              | Panis Barthez Competition    | 1    | 0        | 0    | 0   | 0    | N/A   | DNF  |
| 2017    | Blancpain GT Series Endurance Cup     | Belgian Audi Club Team WRT   | 4    | 0        | 0    | 0   | 0    | 2     | 45º  |
| 2017–18 | Andros Trophy - Elite Pro Class       | Comtoyou Racing              | 13   | 2        | 2    | 1   | 7    | 618   | 3º   |
| 2018    | World Touring Car Cup                 | Comtoyou Racing              | 30   | 0        | 0    | 0   | 1    | 79    | 15º  |
| 2018    | TCR Europe Touring Car Series         | Comtoyou Racing              | 2    | 0        | 0    | 0   | 0    | 0     | NC†  |
| 2018    | TCR BeNeLux Touring Car               | Comtoyou Racing              | 2    | 0        | 0    | 0   | 0    | 2     | 11º  |
| 2018    | 24 Ore di Le Mans - LMP2              | DragonSpeed                  | 1    | 0        | 0    | 1   | 0    | N/A   | 5º   |
| 2018–19 | Andros Trophy - Elite Pro Class       | Comtoyou Racing              | 11   | 0        | 0    | 0   | 5    | 606   | 5º   |
| 2018–19 | Campionato del mondo endurance        | Rebellion Racing             | 3    | 0        | 0    | 0   | 1    | 51    | 9º   |
| 2018–19 | Campionato del mondo endurance - LMP2 | DragonSpeed                  | 2    | 0        | 1    | 1   | 1    | 34    | 12º  |
| 2019    | 24 Ore di Le Mans                     | Rebellion Racing             | 1    | 0        | 0    | 1   | 0    | N/A   | 5º   |
| 2019–20 | Andros Trophy - Elite Pro Class       | Sylvain Pussier Competition  | 10   | 0        | 0    | 0   | 2    | 457   | 5º   |
| 2019–20 | Campionato del mondo endurance        | Rebellion Racing             | 2    | 0        | 0    | 0   | 0    | 0     | NC†  |
| 2020    | World Touring Car Cup                 | Comtoyou DHL Team Audi Sport | 16   | 1        | 3    | 2   | 2    | 148   | 8º   |
| 2020    | 24 Ore di Le Mans                     | Rebellion Racing             | 1    | 0        | 0    | 0   | 0    | N/A   | 4º   |
| 2020-21 | Andros Trophy - Elite Pro Class       | Sylvain Pussier Competition  | 11   | 3        | 2    | 2   | 4    | 518   | 3º   |
| 2021    | World Touring Car Cup                 | Comtoyou DHL Team Audi Sport | 16   | 0        | 0    | 0   | 1    | 114   | 13º  |
| 2021–22 | Andros Trophy – Elite Pro Class       | Sylvain Pussier Competition  | 9    | 1        | 1    | 2   | 3    | 502   | 4º   |
| 2022    | World Touring Car Cup                 | Comtoyou DHL Team Audi Sport | 16   | 2        | 1    | 2   | 5    | 240   | 3º   |
| 2023    | European Le Mans Series - LMP2        | DKR Engineering              |      |          |      |     |      | *     |      |

† – Poiché Berthon era un pilota ospitato, non poté ottenere dei punti.
* Stagione in corso.

### Risultati in Formula Renault 3.5 Series
(legenda) (Le gare in grassetto indicano la pole position) (Gare in corsivo indicano Gpv)
| Anno | Team                       | 1         | 2       | 3         | 4        | 5         | 6         | 7        | 8         | 9         | 10        | 11       | 12      | 13      | 14        | 15        | 16      | 17        | Punti | Pos. |
| ---- | -------------------------- | --------- | ------- | --------- | -------- | --------- | --------- | -------- | --------- | --------- | --------- | -------- | ------- | ------- | --------- | --------- | ------- | --------- | ----- | ---- |
| 2010 | International Draco Racing | ALC 1 Rit | ALC 2 3 | SPA 1 Rit | SPA 2 10 | MON 1 Rit | BRN 1 8   | BRN 2    | MAG 1 9   | MAG 2 1   | HUN 1 Rit | HUN 2 13 | HOC 1 9 | HOC 2 3 | SIL 1 Rit | SIL 2 Rit | CAT 1 6 | CAT 2 12  | 60    | 7º   |
| 2011 | ISR Racing                 | ALC 1 12  | ALC 2 8 | SPA 1 14  | SPA 2 16 | MNZ 1 Rit | MNZ 2 Rit | MON 1 10 | NÜR 1 Rit | NÜR 2 Rit | HUN 1 9   | HUN 2 10 | SIL 1 4 | SIL 2 3 | LEC 1 14  | LEC 2 14  | CAT 1 9 | CAT 2 Rit | 37    | 13º  |

### Risultati in GP2 Series
(legenda) (Le gare in grassetto indicano la pole position) (Gare in corsivo indicano Gpv)
| Anno | Team               | 1           | 2          | 3           | 4            | 5           | 6           | 7           | 8          | 9          | 10          | 11         | 12         | 13         | 14         | 15         | 16         | 17          | 18         | 19          | 20         | 21         | 22         | 23         | 24         | Punti | Pos. |
| ---- | ------------------ | ----------- | ---------- | ----------- | ------------ | ----------- | ----------- | ----------- | ---------- | ---------- | ----------- | ---------- | ---------- | ---------- | ---------- | ---------- | ---------- | ----------- | ---------- | ----------- | ---------- | ---------- | ---------- | ---------- | ---------- | ----- | ---- |
| 2012 | Racing Engineering | MYS FEA 11  | MYS SPR 8  | BHR1 FEA 21 | BHR1 SPR Rit | BHR2 FEA 12 | BHR2 SPR 10 | ESP FEA 5   | ESP SPR 2  | MON FEA 9  | MON SPR 7   | VAL FEA 6  | VAL SPR 5  | GBR FEA 12 | GBR SPR 14 | GER FEA 15 | GER SPR 9  | HUN FEA 7   | HUN SPR 2  | BEL FEA 14  | BEL SPR 19 | ITA FEA 15 | ITA SPR 15 | SGP FEA 10 | SGP SPR 15 | 60    | 12º  |
| 2013 | Trident Racing     | MYS FEA Rit | MYS SPR 21 | BHR FEA 17  | BHR SPR 22   | ESP FEA Rit | ESP SPR 23  | MON FEA Rit | MON SPR 21 | GBR FEA 20 | GBR SPR Rit | GER FEA 17 | GER SPR 15 | HUN FEA 8  | HUN SPR 1  | BEL FEA 22 | BEL SPR 13 | ITA FEA Rit | ITA SPR 21 | SGP FEA Rit | SGP SPR 10 | ABU FEA 18 | ABU SPR 13 |            |            | 21    | 20º  |

### Risultati in GP2 Asia Series
(legenda) (Le gare in grassetto indicano la pole position) (Gare in corsivo indicano Gpv)
| Anni | Team               | 1           | 2          | 3           | 4          | Punti | Pos. |
| ---- | ------------------ | ----------- | ---------- | ----------- | ---------- | ----- | ---- |
| 2011 | Racing Engineering | ABU FEA Rit | ABU SPR 14 | ITA FEA Rit | ITA SPR 13 | 0     | 23º  |

### Risultati in Formula E
| Anno    | Squadra    | Vettura               | 1     | 2      | 3      | 4   | 5   | 6   | 7   | 8   | 9   | 10  | Punti | Posizione |
| ------- | ---------- | --------------------- | ----- | ------ | ------ | --- | --- | --- | --- | --- | --- | --- | ----- | --------- |
| 2015-16 | Team Aguri | Spark-Renault SRT_01E | PEC 8 | PUT 15 | PDE 14 | BNA | MEX | LHB | PAR | BER | LON | LON | 4     | 17º       |

### Risultati 24 Ore di Le Mans
| Anno | Team                      | Co-piloti                         | Vettura               | Classe | Giri | Pos. | Class Pos. |
| ---- | ------------------------- | --------------------------------- | --------------------- | ------ | ---- | ---- | ---------- |
| 2014 | Murphy Prototypes         | Rodolfo González Karun Chandhok   | Oreca 03R-Nissan      | LMP2   | 73   | DNF  | DNF        |
| 2015 | Murphy Prototypes         | Mark Patterson Karun Chandhok     | Oreca 03R-Nissan      | LMP2   | 347  | 13º  | 5º         |
| 2016 | Greaves Motorsport        | Julien Canal Memo Rojas           | Ligier JS P2-Nissan   | LMP2   | 348  | 10º  | 6º         |
| 2017 | Panis Barthez Competition | Fabien Barthez Timothé Buret      | Ligier JS P217-Gibson | LMP2   | 296  | DNF  | DNF        |
| 2018 | DragonSpeed               | Roberto González Pastor Maldonado | Oreca 07-Gibson       | LMP2   | 360  | 9º   | 5º         |
| 2019 | Rebellion Racing          | Gustavo Menezes Thomas Laurent    | Rebellion R13-Gibson  | LMP1   | 370  | 5º   | 5º         |
| 2020 | Rebellion Racing          | Louis Delétraz Romain Dumas       | Rebellion R13-Gibson  | LMP1   | 381  | 4º   | 4º         |

### Risultati Campionato del mondo endurance
| 2023    | Glickenhaus Racing | Hypercar | 007 LMH |  |  |  |  | 8 |  |  | 4 | 19° |
| Legenda |                    |          |         |  |  |  |  |   |  |  |   |     |

* Stagione in corso.